# Mechthild Kluth
Mechthild Kluth (* 14. April 1965 in Paderborn) ist eine ehemalige deutsche Leichtathletin, die in den 1980er Jahren als Sprinterin erfolgreich war.
Am 20. Februar 1988 war sie in Dortmund an einem Hallenweltrekord im 4-mal-200-Meter-Lauf beteiligt, bei dem eine Staffel des SC Eintracht Hamm (Helga Arendt, Silke-Beate Knoll, Mechthild Kluth, Gisela Kinzel) eine Zeit von 1:32,55 min erreichte.
Kluth gehörte dem Sportverein Eintracht Hamm an. Bei einer Größe von 1,76 m wog sie zu Wettkampfzeiten 66 kg.
Während ihrer Karriere war Kluth – wie Der Spiegel 1990 enthüllte – beim EC Eintracht Hamm im sogenannten „Hammer Modell“ unter dem damaligen Bundestrainer Heinz-Jochen Spilker in ein System organisierten Dopings eingebunden. Mit eigenem Einverständnis wurde ihr das Anabolikum Anavar verabreicht.

## Persönliche Bestzeiten
- 100 m: 11,66 s, 22. Juli 1988, Frankfurt am Main
- 200 m: 24,26 s, 4. August 1985, Stuttgart